# アメリカンアパレル
アメリカンアパレル（American Apparel）はアメリカ合衆国の衣料品メーカー。卸売・小売・独自製品のデザイン・広告・マーケティングまでを垂直統合した衣料品メーカーである。Tシャツや下着のような綿のニットウェアを作っていることで最もよく知られている。しかし近年はレギンス、レオタード、タンクトップ、ヴィンテージ衣料品、ドレス、デニム、マニキュア液、寝具、さらには男性用・女性用・子供用・犬用のアクセサリー類にまで生産を拡大している。ロサンゼルスのダウンタウンに本社・工場を構える。

## 概要

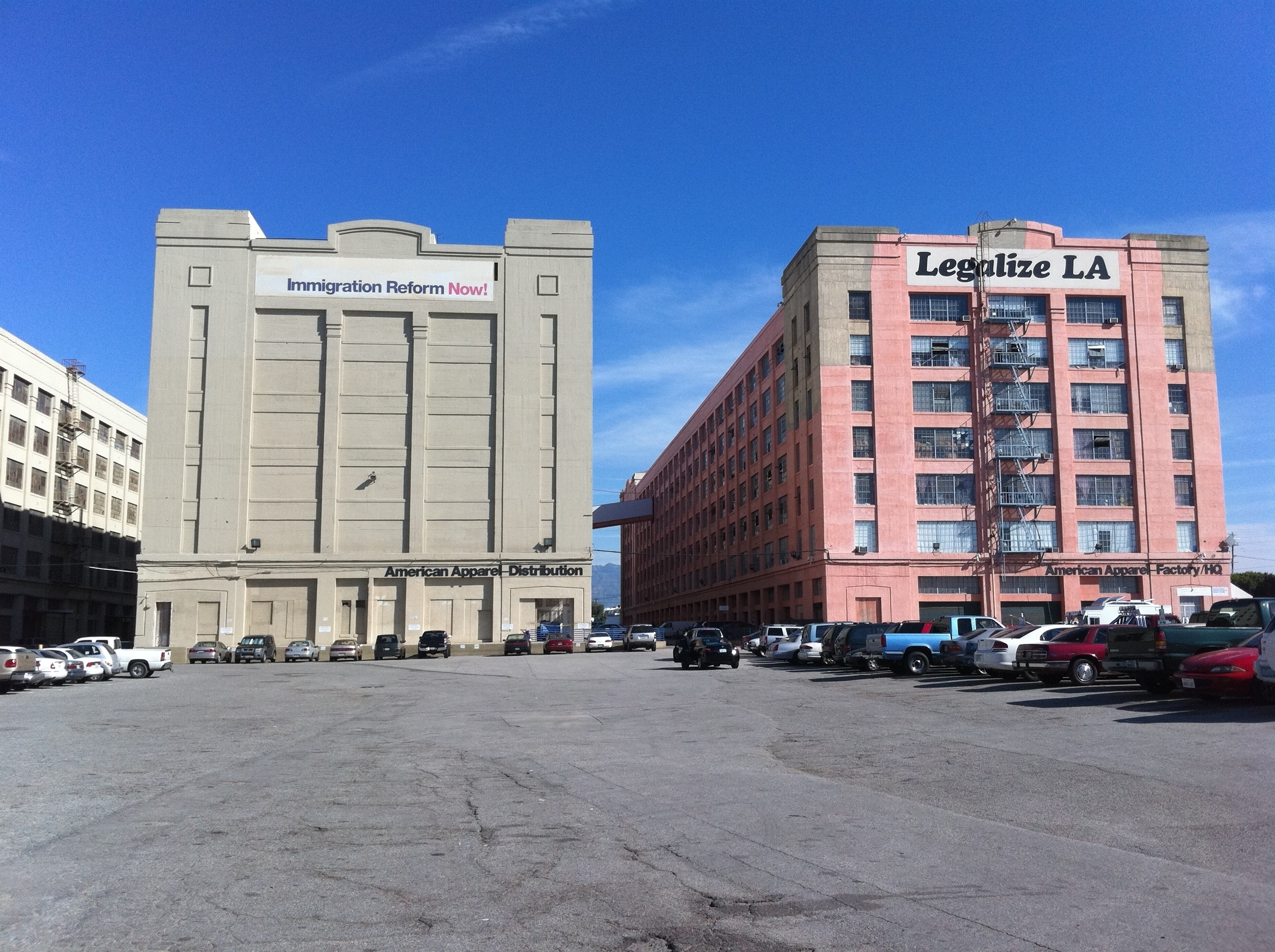
本社、左側の灰色の建物が工場

アメリカンアパレルは1989年に、カナダ人のダブ・チャーニーによって設立された。ダブはTシャツ製造業に精通しており、またアメリカのポップカルチャーに魅力を感じていた。ダブがまだタフツ大学にいた学生の頃、アメリカンアパレルという会社名でシルクスクリーンの実験からアパレルビジネスを始める。サウスカロライナでの製造などを経て、さまざまな実験を繰り返した。1997年、会社はロサンゼルスへと場所を移す。
2000年、アメリカンアパレルは現在の工場を持ち、卸売業としてのビジネスを発展させながら、シルクスクリーンを刷るデザイナー、会社のユニフォーム、制服を作っている会社やブランドへの販売を始める。卸売業として成功した後、自社の店舗での販売も始める。3年で440％の成長を遂げる。2005年には「アメリカ合衆国で急成長中500の会社のリスト」の308位にランクされる。2005年の利益は2億1100万ドルであった。2006年の後半、Endeavor Acquisitionという会社との合併を発表。360ミリオンで買収する合併話は2007年に締結し、これをもってアメリカンアパレルは株式会社となり、ダブ・チャーニーが代表取締役CEOとなり筆頭株主となった。
また"Made in the USA"を売る数少ないアパレル会社となり、2007年にはアメリカ国内で製造された衣料品をアメリカ国外で約125億円を売った。その他、アメリカンアパレルは進歩的な政治改革に賛同し、それをサポートしてきた。移民者の権利、労働者改革、*sweatshop free"と言われるブラック企業体質や、労働者を低賃金で過酷に扱わない、フェアトレードの方針をとっている。
2014年6月、創業者のダブ・チャーニーが度重なるセクハラ問題で解雇された。
2015年10月5日、米当局に破産保護を申請。
2016年11月14日、二度目の破産保護を申請。同時にライバルのギルダン・アクティブウェア社に同社のブランド等を6600万ドルで売却。

## ロサンゼルス本社・工場
アメリカンアパレルの本社と衣料品製造工場はカリフォルニア州ロサンゼルスのダウンタウンにある80万平方フィート（74,000 m2）の建物にある。この工場では布地の染め付け、ニット工程も行われている。全ての製造工程がロサンゼルス拠点で行われている。アメリカン・アパレルは自社製品の海外での製造を行わないことにしている。ロサンゼルス工場の労働者の時給は12ドルである。ちなみに中国の同業の労働者は時給40セントである。アメリカン・アパレルは自社の工場労働者に世界最高の時給を払っていることを誇りにしている。
アメリカンアパレルは「チーム製造」を行なっている。一番技術のある労働者を集めて一番重要な生産を任せている。それぞれのチームが責任を持ち自分達の製造計画を立て製造の管理を行なっている。この方法を採用して以来生産量が3倍に上がった。しかし労働者は2割増員したのみである。
ファッション業界の流行の移り変わりは非常に速い。アメリカンアパレルの本社と工場が一箇所にあることは最高の効率を発揮できるとダブ・チャーニーは言う。世界中のどこかの店舗で突然売れ行きが良くなったデザインの情報はその週のうちに本社に情報が届く。そのデザインは翌週には生産が始まり、次の週の終り頃には世界中の店舗にそれらのデザインが並ぶという流行に敏感な生産販売戦略ができるからである。
ニューヨークタイムスによるとこの工場はアメリカで最大の衣料品工場であり、約4000人の労働者が働いている。ここの建物の上部には「アメリカンアパレルは工業改革」というスローガンを書いた旗を掲げている。

## 社風と雇用
アメリカンアパレルの生産システムは従業員の大部分を一つの場所に集めて生産させる。
ダブは彼が労働者をより知ることが大事だと感じている。ダブは履歴書ではなく、労働者の文化やファッションの意味で創造的な人物を雇うと述べた。
ダブによると、アメリカンアパレルの型破りな社風が会社の創造性と急速な成長の理由であるという。

## 日本での展開
2005年9月に日本進出を果たし、渋谷店（レディース館、メンズ館）、代官山店、アメ村店、およびオンラインショップを展開した。「アメアパ」と呼ばれ、2012年には渋谷レディース館が売上高世界一の店舗になるなど人気を博したが、その後経営悪化し世界的に閉店が相次ぎ、2015年8月には渋谷メンズ館が閉店、同年10月にはアメリカ合衆国で破産手続きを申請した。2016年11月10日、日本から撤退することが明らかとなり、日本法人は、東京地方裁判所が任命した管理者により、継続事業に関する決定が行われることとなった。